# Playoffs NBA 1954
Los Playoffs de la NBA de 1954 fueron el torneo final de la temporada 1953-54 de la NBA. Concluyó con la victoria de Minneapolis Lakers, campeón de la Conferencia Oeste, sobre Syracuse Nationals, campeón de la Conferencia Este, por 4-3.
Para los Lakers era el tercer título consecutivo de la NBA, y el quinto en los últimos seis años. Pero durante los años 1960 el título pertenecería a Boston Celtics, quienes se convertirían en el mayor rival de los Lakers, quienes no volverían a ganar un título hasta 1972, esta vez como Los Angeles Lakers.
Con la desaparición de Indianapolis Olympians el año anterior, dejando la NBA con nueve equipos, la NBA decidió cambiar a un formato de liguilla durante este año, fue la única vez en la historia de la liga. Aunque Minneapolis Lakers, Fort Wayne Pistons, Rochester Royals y Syracuse Nationals juegan en diferentes ciudades hoy en día (Los Ángeles, Detroit, Sacramento y Filadelfia respectivamente), estos fueron los primeros playoffs en el que todos los equipos que participaron existen hasta hoy.

## Semifinales de División
Los tres primeros equipos de cada división jugarían aparte una liguilla entre ellos a ida y vuelta (4 partidos en total). Los dos mejores clasificados de cada grupo pasarían a las Finales de Conferencia.
El segundo partido entre Minneapolis y Rochester (el último en disputarse en la división del Oeste) fue cancelado debido a que no afectaba a la clasificación final.
División Oeste
| Equipo             | Ganados | Perdidos |
| ------------------ | ------- | -------- |
| Minneapolis Lakers | 3       | 0        |
| Rochester Royals   | 2       | 1        |
| Fort Wayne Pistons | 0       | 4        |

División Este
| Equipo             | Ganados | Perdidos |
| ------------------ | ------- | -------- |
| Syracuse Nationals | 4       | 0        |
| Boston Celtics     | 2       | 2        |
| New York Knicks    | 0       | 4        |

## Tabla
|  | Finales de División | Finales de División | Finales de División |          |    | Finales NBA | Finales NBA | Finales NBA |  |
|  |                     |                     |                     |          |    |             |             |             |  |
|  |                     |                     |                     |          |    |             |             |             |  |
|  | O1                  | Minneapolis         | 2                   |          |    |             |             |             |  |
|  | O1                  | Minneapolis         | 2                   |          |    |             |             |             |  |
|  | O2                  | Rochester           | 1                   |          |    |             |             |             |  |
|  | O2                  | Rochester           | 1                   |          | O1 | Minneapolis | 4           |             |  |
|  |                     |                     |                     |          | O1 | Minneapolis | 4           |             |  |
|  |                     |                     | E1                  | Syracuse | 3  |             |             |             |  |
|  | E1                  | Syracuse            | E1                  | Syracuse | 3  | 2           |             |             |  |
|  | E1                  | Syracuse            |                     |          |    | 2           |             |             |  |
|  | E2                  | Boston              | 0                   |          |    |             |             |             |  |
|  | E2                  | Boston              | 0                   |          |    |             |             |             |  |
|  |                     |                     |                     |          |    |             |             |             |  |

## Semifinales de División (liguilla)

### Este: (1) New York Knicks, (2) Boston Celtics, (3) Syracuse Nationals
| 16 de marzo | Boston Celtics                                       | 93–71            | New York Knicks                                          |                                                                                                |  |
|             | Parciales: 16–15, 32–12, 24–19, 21–25                |                  |                                                          |                                                                                                |  |
|             | Estadísticas Cousy, Sharman 22 cada uno Bob Cousy 10 | Reporte Pts Asts | Estadísticas Carl Braun 18 Simmons, Baechtold 3 cada uno | Pabellón: Madison Square Garden III, Manhattan, Nueva York Árbitros: Sid Borgia, Mendy Rudolph |  |

| 17 de marzo | Syracuse Nationals                                          | 96–95                | Boston Celtics                                                       |                                                |  |
|             | Parciales: 15–17, 18–15, 26–24, 22–25 (T.E.: 15–14)         |                      |                                                                      |                                                |  |
|             | Estadísticas Dolph Schayes 20 Dolph Schayes 13 Earl Lloyd 8 | Reporte Pts Reb Asts | Estadísticas Bob Cousy 32 tres jugadores 10 cada uno Jack Nichols 10 | Pabellón: Boston Garden, Boston, Massachusetts |  |

| 18 de marzo | New York Knicks                                                  | 68–75                | Syracuse Nationals                                            |                                                     |  |
|             | Parciales: 15–16, 20–25, 14–19, 19–15                            |                      |                                                               |                                                     |  |
|             | Estadísticas Harry Gallatin 15 Harry Gallatin 20 Jim Baechtold 5 | Reporte Pts Reb Asts | Estadísticas Dolph Schayes 23 Dolph Schayes 16 Paul Seymour 6 | Pabellón: Onondaga War Memorial, Syracuse, New York |  |

| 20 de marzo                                                                 | New York Knicks                                      | 78–79            | Boston Celtics                                     |                                                |  |  |
|                                                                             | Parciales: 17–15, 24–21, 16–19, 21–24                |                  |                                                    |                                                |  |  |
|                                                                             | Estadísticas Harry Gallatin 15 Braun, Simmons 3 each | Reporte Pts Asts | Estadísticas Bill Sharman 26 Cousy, Nichols 6 each | Pabellón: Boston Garden, Boston, Massachusetts |  |  |
| Syracuse & Boston alcanzan plaza en finales de División, New York eliminado |                                                      |                  |                                                    |                                                |  |  |
|                                                                             |                                                      |                  |                                                    |                                                |  |  |

| March 21 | Syracuse Nationals                                            | 103–99               | New York Knicks                                        | |  |
|          | Parciales: 22–25, 15–19, 32–26, 34–29                         |                      |                                                        | |  |
|          | Estadísticas Dolph Schayes 36 Dolph Schayes 21 Paul Seymour 6 | Reporte Pts Reb Asts | Estadísticas Carl Braun 32 Nat Clifton 16 Carl Braun 6 | Pabellón: Madison Square Garden III, Manhattan, Nueva York Árbitros: Jocko Collins, Charles Eckman |  |

- Dado que los Knicks ya han sido eliminados matemáticamente de la contienda, este es el único partido de playoffs hasta la fecha en el que un equipo no tenía nada por lo que jugar. Este concurso solo contribuyó a determinar quién tendría ventaja de local en las Finales de División entre los Nats y los Celtics.

### Oeste: (1) Minneapolis Lakers, (2) Rochester Royals, (3) Fort Wayne Pistons
| 16 de marzo | Fort Wayne Pistons                    | 75–82       | Rochester Royals             |                                                    |  |
|             | Parciales: 13–19, 15–21, 23–14, 24–28 |             |                              |                                                    |  |
|             | Estadísticas George Yardley 20        | Reporte Pts | Estadísticas Bobby Wanzer 18 | Pabellón: Edgerton Park Arena, Rochester, New York |  |

| 17 de marzo | Rochester Royals                      | 88–109      | Minneapolis Lakers            |                                                                                               |  |
|             | Parciales: 21–29, 17–34, 23–22, 27–24 |             |                               |                                                                                               |  |
|             | Estadísticas Arnie Risen 21           | Reporte Pts | Estadísticas Slater Martin 24 | Pabellón: Minneapolis Auditorium, Minneapolis, Minnesota Árbitros: Jocko Collins, Bill Biebel |  |

| 18 de marzo                                      | Minneapolis Lakers                    | 90–85       | Fort Wayne Pistons            |                                                      |  |  |
|                                                  | Parciales: 22–21, 19–20, 27–20, 22–24 |             |                               |                                                      |  |  |
|                                                  | Estadísticas George Mikan 28          | Reporte Pts | Estadísticas Frankie Brian 20 | Pabellón: War Memorial Coliseum, Fort Wayne, Indiana |  |  |
| Minneapolis alcanza plaza en Finales de división |                                       |             |                               |                                                      |  |  |
|                                                  |                                       |             |                               |                                                      |  |  |

| 20 de marzo                                                             | Fort Wayne Pistons                    | 73–78       | Minneapolis Lakers           |                                                                                           |  |  |
|                                                                         | Parciales: 19–21, 15–22, 15–15, 24–20 |             |                              |                                                                                           |  |  |
|                                                                         | Estadísticas Max Zaslofsky 15         | Reporte Pts | Estadísticas George Mikan 21 | Pabellón: Minneapolis Auditorium, Minneapolis, Minnesota Árbitros: Sid Borgia, Stan Stutz |  |  |
| Minneapolis acaba como primero en el Oeste para las Finales de División |                                       |             |                              |                                                                                           |  |  |
|                                                                         |                                       |             |                              |                                                                                           |  |  |

| 21 de marzo                                                                                  | Rochester Royals                      | 89–71       | Fort Wayne Pistons             |                                                      |  |  |
|                                                                                              | Parciales: 19–14, 17–14, 26–15, 27–28 |             |                                |                                                      |  |  |
|                                                                                              | Estadísticas Bobby Wanzer 14          | Reporte Pts | Estadísticas George Yardley 16 | Pabellón: War Memorial Coliseum, Fort Wayne, Indiana |  |  |
| Rochester acaba como segundo en el Oeste para las Finales de División, Fort Wayne eliminado. |                                       |             |                                |                                                      |  |  |
|                                                                                              |                                       |             |                                |                                                      |  |  |

- El partido originalmente programado para el 23 de marzo (Minneapolis @ Rochester) no se jugó debido a que los primeros clasificados tenían un desempate y, por lo tanto, las posiciones finales en el round-robin ya estaban aseguradas.

## Finales de División

### División Este

#### (1) Syracuse Nationals vs. (2) Boston Celtics
| 25 de marzo                     | Boston Celtics                                             | 94–109               | Syracuse Nationals                                          |                                                     |  |  |
|                                 | Parciales: 30–25, 14–28, 22–27, 28–29                      |                      |                                                             |                                                     |  |  |
|                                 | Estadísticas Jack Nichols 28 Jack Nichols 9 Bill Sharman 5 | Reporte Pts Reb Asts | Estadísticas Dolph Schayes 27 Dolph Schayes 21 Bill Gabor 6 | Pabellón: Onondaga War Memorial, Syracuse, New York |  |  |
| Syracuse lidera las series, 1–0 |                                                            |                      |                                                             |                                                     |  |  |
|                                 |                                                            |                      |                                                             |                                                     |  |  |

| 27 de marzo                   | Syracuse Nationals                            | 83–76            | Boston Celtics                           |                                                |  |  |
|                               | Parciales: 21–21, 19–29, 24–16, 19–10         |                  |                                          |                                                |  |  |
|                               | Estadísticas Wally Osterkorn 16 George King 8 | Reporte Pts Asts | Estadísticas Bill Sharman 20 Bob Cousy 6 | Pabellón: Boston Garden, Boston, Massachusetts |  |  |
| Syracuse gana las series, 2–0 |                                               |                  |                                          |                                                |  |  |
|                               |                                               |                  |                                          |                                                |  |  |

Esta fue la tercera vez que se encontraban ambos equipos en playoffs, tras el round-robin, con ambos equipos empatados a victorias.
| 1953 | Boston Celtics | 2–0 | Syracuse Nationals |                                          |
|      |                |     |                    |                                          |
|      |                |     |                    | Pabellón: Semifinales División Este 1953 |

| 1954 | Boston Celtics | 0–2 | Syracuse Nationals |                                                      |
|      |                |     |                    |                                                      |
|      |                |     |                    | Pabellón: Liguilla de semifinales División Este 1954 |

### División Oeste

#### (1) Minneapolis Lakers vs. (2) Rochester Royals
| 24 de marzo                        | Rochester Royals                         | 76–89       | Minneapolis Lakers           |                                                                                                |  |  |
|                                    | Parciales: 17–20, 16–20, 24–24, 19–25    |             |                              |                                                                                                |  |  |
|                                    | Estadísticas Wanzer, Coleman 17 cada uno | Reporte Pts | Estadísticas George Mikan 28 | Pabellón: Minneapolis Auditorium, Minneapolis, Minnesota Árbitros: Chuck Eckman, Jocko Collins |  |  |
| Minneapolis lidera las series, 1–0 |                                          |             |                              |                                                                                                |  |  |
|                                    |                                          |             |                              |                                                                                                |  |  |

| 27 de marzo           | Minneapolis Lakers                    | 73–74       | Rochester Royals             |                                                    |  |  |
|                       | Parciales: 12–16, 16–20, 24–17, 21–21 |             |                              |                                                    |  |  |
|                       | Estadísticas George Mikan 17          | Reporte Pts | Estadísticas Bobby Wanzer 16 | Pabellón: Edgerton Park Arena, Rochester, New York |  |  |
| Series empatadas, 1–1 |                                       |             |                              |                                                    |  |  |
|                       |                                       |             |                              |                                                    |  |  |

| 28 de marzo                      | Rochester Royals                      | 72–82       | Minneapolis Lakers           |                                                                                              |  |  |
|                                  | Parciales: 21–23, 16–22, 20–20, 15–17 |             |                              |                                                                                              |  |  |
|                                  | Estadísticas Arnie Risen 24           | Reporte Pts | Estadísticas George Mikan 17 | Pabellón: Minneapolis Auditorium, Minneapolis, Minnesota Árbitros: Jocko Collins, Arnie Heft |  |  |
| Minneapolis gana las series, 2–1 |                                       |             |                              |                                                                                              |  |  |
|                                  |                                       |             |                              |                                                                                              |  |  |

Este fue el quinto enfrentamiento en playoffs tras el round-robin, con los Lakers ganando tres de las cuatro ocasiones previas.
| 1949 | Minneapolis Lakers | 2–0 | Rochester Royals |                                          |
|      |                    |     |                  |                                          |
|      |                    |     |                  | Pabellón: Finales de División Oeste 1949 |

| 1951 | Minneapolis Lakers | 1–3 | Rochester Royals |                                          |
|      |                    |     |                  |                                          |
|      |                    |     |                  | Pabellón: Finales de División Oeste 1951 |

| 1952 | Minneapolis Lakers | 3–1 | Rochester Royals |                                          |
|      |                    |     |                  |                                          |
|      |                    |     |                  | Pabellón: Finales de División Oeste 1952 |

| 1954 | Minneapolis Lakers | 1–0 | Rochester Royals |                                                       |
|      |                    |     |                  |                                                       |
|      |                    |     |                  | Pabellón: Liguilla de semifinales División Oeste 1954 |

## Finales de la NBA: (W1) Minneapolis Lakers vs. (E1) Syracuse Nationals
| 31 de marzo                        | Syracuse Nationals                                         | 68–79                | Minneapolis Lakers                                               | |  |  |
|                                    | Parciales: 13–10, 18–24, 19–22, 18–23                      |                      |                                                                  | |  |  |
|                                    | Estadísticas Bob Lavoy 15 Wally Osterkorn 8 Paul Seymour 6 | Reporte Pts Reb Asts | Estadísticas Clyde Lovellette 16 George Mikan 10 Slater Martin 6 | Pabellón: Minneapolis Auditorium, Minneapolis, Minnesota Asistencia: 4579 espectadores Árbitros: Charles Eckman, Joe Serafin |  |  |
| Minneapolis lidera las series, 1–0 |                                                            |                      |                                                                  | |  |  |
|                                    |                                                            |                      |                                                                  | |  |  |

| 3 de abril            | Syracuse Nationals                                                           | 62–60                | Minneapolis Lakers                                            | |  |  |
|                       | Parciales: 15–15, 13–12, 20–11, 14–22                                        |                      |                                                               | |  |  |
|                       | Estadísticas Wally Osterkorn 20 Wally Osterkorn 17 Lavoy, Seymour 3 cada uno | Reporte Pts Reb Asts | Estadísticas George Mikan 15 George Mikan 15 Vern Mikkelsen 3 | Pabellón: Minneapolis Auditorium, Minneapolis, Minnesota Asistencia: 6277 espectadores Árbitros: Charles Eckman, Joe Serafin |  |  |
| Series empatadas, 1–1 |                                                                              |                      |                                                               | |  |  |
|                       |                                                                              |                      |                                                               | |  |  |

| 4 de abril                         | Minneapolis Lakers                                           | 81–67                | Syracuse Nationals                                    |                                                                                   |  |  |
|                                    | Parciales: 24–16, 14–17, 20–11, 23–23                        |                      |                                                       |                                                                                   |  |  |
|                                    | Estadísticas George Mikan 30 George Mikan 15 Slater Martin 7 | Reporte Pts Reb Asts | Estadísticas Bob Lavoy 18 Bob Lavoy 15 Paul Seymour 7 | Pabellón: Onondaga War Memorial, Syracuse, New York Asistencia: 8719 espectadores |  |  |
| Minneapolis lidera las series, 2–1 |                                                              |                      |                                                       |                                                                                   |  |  |
|                                    |                                                              |                      |                                                       |                                                                                   |  |  |

| 8 de abril            | Minneapolis Lakers                                         | 69–80                | Syracuse Nationals                                       |                                                                                   |  |  |
|                       | Parciales: 14–18, 20–18, 18–21, 17–23                      |                      |                                                          |                                                                                   |  |  |
|                       | Estadísticas Whitey Skoog 16 Jim Pollard 9 Slater Martin 6 | Reporte Pts Reb Asts | Estadísticas Paul Seymour 25 Bob Lavoy 11 Paul Seymour 6 | Pabellón: Onondaga War Memorial, Syracuse, New York Asistencia: 7655 espectadores |  |  |
| Series empatadas, 2–2 |                                                            |                      |                                                          |                                                                                   |  |  |
|                       |                                                            |                      |                                                          |                                                                                   |  |  |

| 10 de abril                        | Minneapolis Lakers                                                           | 84–73                | Syracuse Nationals                                        |                                                                                   |  |  |
|                                    | Parciales: 22–17, 19–14, 21–21, 22–21                                        |                      |                                                           |                                                                                   |  |  |
|                                    | Estadísticas Vern Mikkelsen 21 Mikan, Lovellette 13 cada uno Slater Martin 7 | Reporte Pts Reb Asts | Estadísticas Dolph Schayes 17 Earl Lloyd 8 Paul Seymour 5 | Pabellón: Onondaga War Memorial, Syracuse, New York Asistencia: 7283 espectadores |  |  |
| Minneapolis lidera las series, 3–2 |                                                                              |                      |                                                           |                                                                                   |  |  |
|                                    |                                                                              |                      |                                                           |                                                                                   |  |  |

| 11 de abril           | Syracuse Nationals                   | 65–63       | Minneapolis Lakers           | |  |  |
|                       | Parciales: 19–27, 19–16, 16–6, 11–14 |             |                              | |  |  |
|                       | Estadísticas Paul Seymour 16         | Reporte Pts | Estadísticas George Mikan 30 | Pabellón: Minneapolis Auditorium, Minneapolis, Minnesota Asistencia: 6776 espectadores Árbitros: Charles Eckman, Joe Serafin |  |  |
| Series empatadas, 3–3 |                                      |             |                              | |  |  |
|                       |                                      |             |                              | |  |  |

| 12 de abril                      | Syracuse Nationals                    | 80–87       | Minneapolis Lakers          | |  |  |
|                                  | Parciales: 14–17, 18–21, 22–27, 26–22 |             |                             | |  |  |
|                                  | Estadísticas Dolph Schayes 18         | Reporte Pts | Estadísticas Jim Pollard 21 | Pabellón: Minneapolis Auditorium, Minneapolis, Minnesota Asistencia: 7274 espectadores Árbitros: Charles Eckman, Joe Serafin |  |  |
| Minneapolis gana las series, 4–3 |                                       |             |                             | |  |  |
|                                  |                                       |             |                             | |  |  |

Este fue el segundo enfrentamiento en playoffs entre ambos equipos, los Lakers ganaron la primera ocasión.
| \| 1950 \| Minneapolis Lakers \| 4–2 \| Syracuse Nationals \| \| \| \| \| \| \| \| \| \| \| \| \| Pabellón: Finales de la NBA de 1950 \| |                    |     |                    |                                     |
| 1950 | Minneapolis Lakers | 4–2 | Syracuse Nationals |                                     |
| |                    |     |                    |                                     |
| |                    |     |                    | Pabellón: Finales de la NBA de 1950 |